# Alleanza per l'Italia
Alleanza per l'Italia (ApI) è stato un partito politico italiano, nato nel novembre 2009 per iniziativa di Francesco Rutelli, presidente federale della Margherita ed ex co-fondatore del Partito Democratico, Bruno Tabacci, Lorenzo Dellai e di altri esponenti della società civile.
Il 15 dicembre 2010 prende parte al Nuovo Polo per l'Italia, coalizione nata dall'incontro con Futuro e Libertà per l'Italia e l'Unione di Centro.
Successivamente Rutelli appoggia Tabacci alle Primarie del centro-sinistra del 2012.
Alle elezioni politiche del 2013 il partito non partecipa direttamente, sebbene alcuni suoi esponenti si siano candidati con il Centro Democratico, a sostegno della coalizione di centro-sinistra Italia. Bene Comune di Pier Luigi Bersani.
Il partito si è ufficialmente sciolto nel dicembre del 2016.

## Storia

### Malumori di Rutelli nel PD
Francesco Rutelli, presidente federale della Margherita e fondatore del Partito Democratico (PD), nell'estate 2008 inizia a criticare il PD e, a suo modo di vedere, la sua eccessiva caratterizzazione di sinistra, fino a manifestare il proprio disagio e a contestarlo.
A gennaio 2009 Lorenzo Dellai, presidente della Provincia Autonoma di Trento, chiarisce come il suo partito Unione per il Trentino voglia dare voce sia alla cultura popolare, sia a quella autonomista.
Il 12 settembre 2009 Rutelli, ospite del convegno organizzato dall'Unione di Centro (UdC) di Pier Ferdinando Casini "Stati Generali del Centro", ribadisce di essere interessato a un'alleanza col partito di Casini.
Il 30 settembre Rutelli pubblica il libro "La svolta. Lettera a un partito mai nato" in cui espone le sue critiche al PD, essenzialmente in tre punti:
1. l'adesione del partito al gruppo parlamentare europeo Alleanza Progressista dei Socialisti e dei Democratici;[15][16]
2. il collateralismo con la CGIL, che aveva contrassegnato i Democratici di Sinistra;
3. l'assenza di pluralismo politico all'interno del partito, che secondo Rutelli "non c'è un partito nuovo, ma il ceppo del PDS con molti indipendenti di centrosinistra", che potrebbe accentuarsi dal possiblie (e ad oggi avvenuto) passaggio di segreteria da Dario Franceschini a Pier Luigi Bersani alle primarie del 25 ottobre.

### Fondazione del partito
Il 28 ottobre 2009 Francesco Rutelli, il deputato dell'UdC Bruno Tabacci, il sindaco di Venezia Massimo Cacciari, l'assessore alla cultura di Firenze Giuliano da Empoli, Lorenzo Dellai, l'ex ministro per gli affari regionali e le autonomie locali nel governo Prodi II Linda Lanzillotta, Vilma Mazzocco, il banchiere Roberto Mazzotta, il presidente di Unioncamere Andrea Mondello, l'ex sindaco di Parma Elvio Ubaldi e Giuseppe Vita pubblicano il "Manifesto per il Cambiamento e il Buongoverno", in considerazione del quale diversi osservatori ritengono che vogliano effettivamente dar vita ad un nuovo partito neo-centrista sul modello del Kadima israeliano. Tant'è che il 31 ottobre 2009 Rutelli lascia il PD, mentre l'8 novembre Tabacci abbandona l'UdC, accusando il suo gruppo dirigente di essere accondiscendente nei confronti della coalizione di centro-destra, riferendosi all'incontro tra Casini e Silvio Berlusconi per discutere della riforma sulla giustizia e di un'alleanza tra Il Popolo della Libertà (PdL) e l'UdC in alcune Regioni per le elezioni regionali del 2010.
L'11 e il 12 dicembre 2009 celebra la sua prima assemblea fondativa "Alleanza per l'Italia" a Parma, dove Rutelli sarà il presidente e Tabacci il portavoce, proponendo di assumere una posizione equidistante fra i due poli. Fra i promotori della nuova formazione troviamo Pino Bicchielli, Lorenzo Dellai, Linda Lanzillotta, Donato Mosella, Pino Pisicchio e l'ex sottosegretario agli esteri Gianni Vernetti.
Il 22 dicembre 2009 viene presentato il simbolo: un tondo con due api tricolori che volano intorno a un fiore d'arancio su sfondo azzurro chiaro.

### Elezioni regionali del 2010
In vista delle elezioni regionali del 2010 il direttivo di Alleanza per l'Italia decide di presentare delle liste con proprio simbolo nelle Marche, in Campania, in Basilicata e in Calabria (quest'ultima come Alleanza per la Calabria), dove totalizzano 135.190 voti con una media del 2,88%, eleggendo un consigliere rispettivamente in Campania, Marche e Basilicata.
Il 20 aprile 2010 aderiscono al partito anche i liberali di Valerio Zanone, che costituiscono il Comitato Liberale di Alleanza per l'Italia.
Il 22 aprile scelgono di aderire ad ApI oltre cinquanta ex Verdi, che si presentano come "Ambientalisti del Buongoverno", come l'ex deputato verde Camillo Piazza e l'ex assessore regionale calabrese Diego Tommasi, che fondano l'associazione Alleanza Ecologica per l'Italia.

### Assemblea de La Margherita e I Festa nazionaleAlleanza per il Futuro
Il 21 giugno 2010 si tiene una riunione dell'assemblea federale de La Margherita, convocata dal suo presidente Enzo Bianco, dove partecipa anche Rutelli e ciò riaccende i dubbi intorno ad una possibile scissione dell'area popolare e liberaldemocratica del PD verso l'ApI, e a una rinascita de La Margherita.
Alleanza per l'Italia ha tenuto la sua prima festa nazionale, battezzata Alleanza per il Futuro, a Labro, borgo in provincia di Rieti, dal 2 al 5 settembre 2010. Francesco Rutelli, leader di Api, presentando l'iniziativa ha detto che il programma politico della festa va oltre le maggiori iniziative dei maggiori partiti ed è un passo nella costruzione di quel 'terzo polo' che dovrà rompere lo schema bipolare che ha fallito. Alla festa hanno preso parte anche il leader dell'Unione di Centro, Pier Ferdinando Casini, che si è confrontato con Lorenzo Dellai sul futuro del Centro italiano, il presidente della Camera Gianfranco Fini, il segretario del Pd, Pier Luigi Bersani e i ministri Maurizio Sacconi e Mariastella Gelmini.

### Il Fronte Moderato e il Terzo Polo
Il presidente di Alleanza per l'Italia, Francesco Rutelli, auspica la nascita in tempi rapidi di un Terzo Polo da costruire insieme all'UdC, ai delusi del PdL e del PD e al nuovo gruppo di Futuro e Libertà per l'Italia (FLI) e attaccato il bipolarismo "che non ha funzionato in Italia", sostenendo che, se si andasse ora al voto, "il primo partito sarebbe quello degli astenuti".
In occasione della mozione di sfiducia al sottosegretario di Stato alla giustizia, Giacomo Caliendo, il neonato gruppo di ApI con FLI, l'UdC e il Movimento per le Autonomie scelgono di astenersi. Pier Ferdinando Casini ha definito questa alleanza "un'area di responsabilità nazionale"; Francesco Rutelli ha parlato della necessità di "unire le forze che vogliono effettuare le riforme ed esercitare una certa responsabilità"; dello stesso avviso anche il capogruppo di FLI Italo Bocchino, che in un editoriale sul Secolo d'Italia scrive che si tratta di una "responsabilità sovente messa sotto i piedi da un violento spirito di parte, da una faziosità senza limiti e da una partigianeria che non possiamo condividere". Gli astenuti totali sono stati 75. Sono stati molti, tra giornali e intellettuali, a definire questa alleanza tra moderati, un possibile embrione di Terzo Polo..
A settembre 2010 i deputati Massimo Calearo Ciman e Bruno Cesario lasciano Api per appoggiare il governo Berlusconi IV; il 30 ottobre dello stesso anno vi è l'ingresso dell'europarlamentare Vincenzo Iovine, eletto nelle liste dell'Italia dei Valori, che costituisce il sottogruppo di Alleanza per l'Italia al Parlamento europeo.
Il 9 dicembre 2010, Rutelli presenta un nuovo restyling del simbolo del partito e annuncia l'adesione di Enrico Boselli, ex leader dei Socialisti Democratici Italiani e del Partito Socialista Italiano, che diventerà vicepresidente del partito.
Il 9 dicembre 2010 il simbolo viene modificato, mentre il 15 dicembre ApI ufficializza l'adesione al Polo della Nazione, successivamente denominato "Nuovo Polo per l'Italia" e giornalisticamente conosciuto come "Terzo Polo".
Il 24 dicembre 2011 aderisce ad ApI il senatore PD Riccardo Milana, mentre il 15 febbraio 2011 l'esponente della corrente del PD Teodem Emanuela Baio Dossi aderisce ad ApI, seguita a distanza di qualche giorno dal senatore trentino Claudio Molinari.
Il 5-6 marzo si svolge la prima Assemblea Nazionale del movimento giovanile del partito (ApI giovani), nel quale viene eletta coordinatrice nazionale Laura Venneri, assessore all’ambiente e al bilancio di Cellara, mentre il 22 marzo il deputato Marco Calgaro decide di lasciare l'ApI per aderire all'UdC.
Il 20 maggio 2011 i due deputati all'Assemblea regionale siciliana di ApI, Mario Bonomo e Giuseppe Lo Giudice, fondano, unitamente a quattro deputati del gruppo misto, la componente Alleati per la Sicilia, pronta a sostenere la giunta di Raffaele Lombardo. Ma il successivo mese tuttavia entrambi i parlamentari regionali si dimettono dall'ApI.

#### Nascita del gruppo al Senato e sostegno al governo Monti
L'11 luglio 2011 nasce al Senato un nuovo gruppo parlamentare formato dai senatori di ApI di FLI e denominato Per il Terzo Polo (ApI-FLI), dove Francesco Rutelli ne viene eletto presidente.
Dal 1° al 4 settembre 2011, sempre a Labro, si è svolta la seconda festa nazionale di Alleanza per l'Italia detta Noi per cambiare l'Italia.
In tale occasione viene predisposto un programma di formazione politica che riguarda duecento giovani. Ospiti dell'evento sono Angelino Alfano, Pier Luigi Bersani, Pier Ferdinando Casini.
In seguito il deputato europeo Vincenzo Iovine, unico membro del Parlamento europeo, lascia il partito.
Il 12 novembre 2011 si registra l'adesione ad ApI di Santo Versace, imprenditore eletto col Il Popolo della Libertà.
A seguito della caduta del Governo Berlusconi IV, Guido Improta viene nominato nuovo sottosegretario di Stato al Ministero delle Infrastrutture e dei Trasporti del Governo Monti.
Anche il deputato Luigi Fabbri, eletto ne Il Popolo della Libertà e subentrato allo scomparso Mirko Tremaglia, annuncia di volere entrare nel nuovo soggetto, venendo seguito da Cristina De Luca, già sottosegretario al Ministero della solidarietà sociale durante il Governo Prodi II e subentrata allo scomparso senatore del PD Mario Gasbarri, che formalizza la propria iscrizione aderisce al gruppo Per il Terzo Polo (ApI-FLI).

### Fine del Terzo Polo e l'addio di Tabacci
ApI, in seguito ai risultati delle elezioni amministrative 2012 e alla conclusione dell'esperienza del Terzo Polo, si riavvicina tiepidamente al PD e la coalizione di centro-sinistra.
Il 2 giugno 2012 Linda Lanzillotta e Gianni Vernetti abbandona ApI, denunciando troppo personalismo da parte di Francesco Rutelli ed il clamoroso fallimento del progetto del Terzo Polo, iscrivendosi entrambi al gruppo misto alla Camera nella componente Non iscritti. Inoltre Lanzilotta era stata molto critica con Rutelli dopo lo scoppio dello scandalo che riguardava l'ex tesoriere della Margherita Luigi Lusi, accusato di appropriazione indebita dei rimborsi al partito per spese personali, parlando di omesso controllo da parte di Rutelli, allora presidente della Margherita.
Tra luglio e ottobre 2012 si verificano diverse variazioni nella pattuglia parlamentare del partito: il 10 luglio aderisce ad ApI il deputato Giuseppe Vatinno, ex esponente dell'Italia dei Valori che subentra al neo-eletto sindaco di Palermo Leoluca Orlando; il 17 luglio tuttavia lascia la componente API della Camera il deputato Santo Versace, ex PdL, ed il 16 ottobre il senatore romano Riccardo Milana, ex PD, lascia il partito per aderire all'UdC.
In autunno il Presidente dell'Assemblea Bruno Tabacci, sostenuto da Francesco Rutelli, si candida alle primarie del centrosinistra del 25 novembre 2012, in vista delle elezioni del 2013. In questo periodo Tabacci lancia il movimento politico Italia Concreta.
Il 28 dicembre 2012 Tabacci annuncia l'accordo col movimento Diritti e Libertà di Massimo Donadi, ex capogruppo dell'IdV alla Camera, e la creazione di una nuova lista elettorale: Centro Democratico, quale terza forza del centro-sinistra alleata col PD e Sinistra Ecologia Libertà.
Rutelli non manca tuttavia di esprimere le proprie perplessità; il 19 gennaio 2013 rende nota l'intenzione di non presentare liste alle successive consultazioni nazionali. Pino Bicchielli, Vilma Mazzocco e Franco Bruno decidono comunque di candidarsi in Centro Democratico.. Risulta eletto Bruno, il quale aderisce al gruppo misto decidendo però di non iscriversi alla componente di CD e fondando invece la componente MAIE-Alleanza per l'Italia.

### Elezioni regionali in Calabria del 2014 e in Campania del 2015
Alle elezioni regionali in Calabria del 2014 il deputato di ApI Franco Bruno organizza e coordina la lista elettorale "Calabria in #Rete - Campo Democratico", formata, oltre che da ApI, anche dal Partito Repubblicano Italiano, Moderati, Demokratici e Autonomia Sud, a sostegno del candidato del centro-sinistra Mario Oliverio, ex deputato e presidente della Provincia di Cosenza. Tale lista ottiene il 5,2% dei suffragi (pari a oltre 40.000 voti reali) e l'elezione di un solo consigliere regionale.
Alle elezioni regionali in Campania del 2015 ApI sostiene il candidato del PD Vincenzo De Luca, ex sindaco di Salerno, organizzando la lista elettorale "Campania in #Rete", composta dal Nuovo CDU di Mario Tassone e Autonomia Sud, che ottiene l'1,51% dei voti, eleggendo al consiglio regionale della Campania Alfonso Piscitelli. Per quanto riguarda le elezioni amministrative del 2015 il partito ottiene un risultato significativo solo a Matera, dove sostiene il sindaco uscente Salvatore Adduce, poi uscito sconfitto. Qua col 3,4% ottiene un seggio al consiglio comunale.
Anche nella città campana di Eboli l'ApI registra un ottimo risultato, arrivando al 6,1% dei voti (eleggendo un seggio).

### Crisi e scioglimento
Nel 2016 il partito non partecipa alle elezioni amministrative di quell'anno, e nel dicembre 2016 Alleanza per l'Italia viene ufficialmente sciolta. L'unico esponente di ApI in Parlamento, Franco Bruno, rimane nel gruppo misto a Montecitorio come indipendente fino alla conclusione della XVII legislatura, non ricandidandosi alle successive elezioni politiche.

## Ideologia
Alleanza per l'Italia adotta innanzitutto un modello federale che, ispirandosi a quello del Kadima israeliano, si colloca al centro dello schieramento politico e vuole unire i liberali, i riformisti e i popolari, caratterizzato anche da un discreto sentimento ecologista e si propone come valida alternativa ai delusi dal sistema bipolare.
Il partito fa parte a livello europeo del Partito Democratico Europeo, mentre a livello internazionale dell'Alleanza dei Democratici. Viene infine guardata con favore l'esperienza dei Liberal Democratici nel Regno Unito.

## Struttura
Gli organi principali del partito sono l'Assemblea nazionale, il Consiglio nazionale, il Comitato Direttivo nazionale, il Tesoriere nazionale e il Collegio dei Probiviri.

### Presidente
- Francesco Rutelli (2009–2016)

### Vicepresidente
- Pino Pisicchio (2010–2013)
- Enrico Boselli (2010–2016)

### Coordinatore
- Lorenzo Dellai (2009–2013)

### Presidente del Consiglio e dell'Assemblea nazionale
- Bruno Tabacci (2010–2013)

### Portavoce
- Bruno Tabacci (2009–2010)
- Linda Lanzillotta (2010–2012)

### Presidenti dei gruppi parlamentari

#### Camera dei deputati
- Bruno Tabacci (19 gennaio 2010 – 20 ottobre 2011)
- Pino Pisicchio (20 ottobre 2011 – 14 marzo 2013)

#### Senato della Repubblica
- Giacinto Russo (4 febbraio 2010 – 13 luglio 2011)[75];
- Francesco Rutelli (14 luglio 2011 – 14 marzo 2013)

#### Parlamento europeo
- Vincenzo Iovine (2010–2013)

### Coordinatori regionali
- Valle d'Aosta: Vera Verducci
- Piemonte: Riccardo Canuto
- Lombardia: Margherita Rebuffoni
- Veneto: Sergio Ruzzenente
- Trentino: Claudio Molinari
- Alto Adige: Alessandro Azzarita
- Friuli-Venezia Giulia: Enrico Bertossi
- Liguria: Giovanni Battista Pittaluga (Dimissionario dopo lo scandalo - favoreggiamento al concorso per professore associato della moglie, vedi art. Il Secolo XIX, Gandullia accusa)
- Emilia-Romagna: Enrico Boselli
- Toscana: Pierluigi Piccini
- Umbria: Pino Bicchielli (commissario)
- Marche: Raffaele Delle Fave
- Lazio: Luca Danese
- Abruzzo: Gino Milano
- Molise: Ermina Gatti
- Campania: Giacinto Russo
- Basilicata: Carmine Nigro
- Puglia: Alfonso Pisicchio
- Calabria: Franco Bruno
- Sardegna: Roberto Capelli
- Sicilia: Riccardo Milana (commissario)

## Assemblea nazionale
- I assemblea nazionale, 11-12 dicembre 2009 a Parma, il cui slogan era Non sbirciare, entra.
- II assemblea nazionale, 29-30 gennaio 2010 a Napoli.
- III assemblea nazionale, 23-24 aprile 2010 a Roma.
- IV assemblea nazionale, 2-3 aprile 2011 a Roma.
- V assemblea nazionale, 24 marzo 2012 a Roma.

## Gruppi parlamentari

### Camera dei Deputati
Gruppo misto - Alleanza per l'Italia
| XVI legislatura |
| --------------- |
| 4 deputati      |

### Senato della Repubblica
Gruppo Per il Terzo Polo (ApI-FLI-Centro Democratico)
| XVI legislatura |
| --------------- |
| 7 senatori      |

## Risultati elettorali
|                         | Voti        | %      | Seggi   |   |
| Elezioni regionali 2010 | 135.190     | 0,60   | 3 / 624 |   |
| Amministrative 2011     | provinciali | 13.515 | 1,4     | 1 |
| comunali                | 34.365      | 1,2    | n.d.    |   |
| comunali siciliane      | 2.494       | 0,8    | n.d.    |   |

## Precedenti usi del nome
Nel 2007, alla fine della replica all'assemblea nazionale di Alleanza Nazionale, Gianfranco Fini aveva annunciato che «se si deve uscire dal bipolarismo, se si entra in una nuova fase politica, il partito che per 13 anni è stato strutturato in un certo modo dovrà strutturarsi in modo diverso», un superamento di AN, che nella sua fase finale avrebbe dovuto comportare anche il cambio del nome in Alleanza per l'Italia.